# Tetragnatha bogotensis
Tetragnatha bogotensis este o specie de păianjeni din genul Tetragnatha, familia Tetragnathidae, descrisă de Keyserling, 1865.
Este endemică în Columbia. Conform Catalogue of Life specia Tetragnatha bogotensis nu are subspecii cunoscute.